# 伊甸山大道車站
伊甸山大道車站（英語：Mount Eden Avenue station）是紐約地鐵IRT傑羅姆大道線的一個慢車地鐵站，位於布朗克斯伊甸山大道及傑羅姆大道交界，設有4號線（任何時候停站）列車服務。
車站於1917年6月2日作為傑羅姆大道線的首部分投入服務，設有來往王橋路車站和149街車站的接駁服務。當時王橋路車站只使用南行月台。1918年7月17日改為直通至IRT萊辛頓大道線。此站於2004年翻新。

## 車站結構
| 月台層 | 側式月台 | 側式月台                                             |
| 月台層 | 北行慢車 | ← 往伍德羅恩 (176街)                                 |
| 月台層 | 尖峰快車 | ← 不停靠 (部分繁忙時段列車)                          |
| 月台層 | 南行慢車 | → 往皇冠高地-猶提卡大道 (深夜往新地段大道) (170街) → |
| 月台層 | 側式月台 |                                                      |
| 夾層   | 夾層     | 閘機、車站詢問處、Metrocard自動售票機                |
| Ground | 街道層   | 出入口                                               |

此高架車站設有兩個側式月台和三條軌道。中央快車軌道不營運。

## 外部連結
- nycsubway.org—IRT Woodlawn Line: Mt. Eden Avenue
- nycsubway.org — The Procession of Folk, No. 3 Artwork by Amir Bey (2006) （页面存档备份，存于）
- Station Reporter — 4 Train
- The Subway Nut — Mount Eden Avenue Pictures （页面存档备份，存于）
- MTA's Arts For Transit — Mount Eden (IRT Jerome Avenue Line)
- Mount Eden Avenue entrance from Google Maps Street View （页面存档备份，存于）
- Platforms from Google Maps Street View